# Passo di Fern
Il passo di Fern (1.212 m s.l.m. - in tedesco Fernpass) è un valico alpino che si trova nel Tirolo austriaco.
Il passo collega i paesi di Tarrenz e Imst con la cittadina di Reutte lungo la strada B179, la quale poi prosegue verso la Germania. Questo fa sì che il passo sia il secondo valico alpino più frequentato delle Alpi Orientali dopo il Passo del Brennero.
Dal punto di vista orografico il passo di Fern separa le Alpi della Lechtal (ad ovest) dai Monti di Mieming e del Wetterstein (ad est), sottosezioni delle Alpi Calcaree Nordtirolesi. Il passo connette anche la valle del fiume Inn con la valle del fiume Lech.
Lungo la strada per il passo sono presenti alcuni laghi, il più importante dei quali è il Blindsee.